# 레너드 번스타인
레너드 번스타인(영어: Leonard Bernstein, 1918년 8월 25일 ~ 1990년 10월 14일)은 미국의 지휘자, 작곡가, 작가, 음악 교육자이자 피아니스트이다. 미국에서 태어나고 교육받은 지휘자 중 전 세계에 걸쳐 명성을 얻은 첫 지휘자인 레너드 번스타인은 뉴욕 필하모닉에서 장기간 음악 감독으로, 세계의 저명한 오케스트라를 지휘하였고 웨스트 사이드 스토리, 캔디드, 원더풀 타운, 온 더 타운을 쓰기도 했다. 1954년에서 1989년까지 청소년을 위한 콘서트 시리즈를 위시한 텔레비전 프로그램 다수에 출연한 첫 번째 고전음악 지휘자로 고전 음악 대중화에 기여한 레너드 번스타인은 뛰어난 피아노 테크닉을 구사했고 다수의 교향곡과 다양한 연주회용 음악을 남겼다.
당대 최고의 지휘자 중 한 명으로 평가받으며, 미국에서 태어난 지휘자들 중에서는 처음으로 세계적인 관심을 받았다. 주요 미국 관현악단을 지휘한 최초의 미국인 지휘자이기도 하다. 구스타프 말러의 교향곡 전곡을 연주하는 등 말러의 음악이 세간의 집중을 받게 하는 역할을 했다. 종종 직접 피아노를 연주하는 방식으로 피아노 협주곡을 상연하기도 했다. 대중 미디어에도 자주 참여하여 '청소년 음악회'(Young People's Concerts)라는 이름의 시리즈를 촬영하였다.
번스타인은 에미상을 일곱 번, 토니상을 두 번, 그래미 어워드를 열여섯번, 아카데미 음악상을 한 번 수상하였다. 그래미 평생 공로상도 수상하였다.

## 생애

### 어린 시절
1918년에 미국 매사추세츠주 로렌스에서, 러시아 로브노에서 이주한 유태인 가정에서 태어난 레너드 번스타인의 부친 샘 번스타인은 회사원이었고 처음에는 레너드 번스타인이 음악에 관심을 보이자 반대했지만 그러면서도 종종 루이스(아들의 별칭)를 오케스트라 공연장에 데려갔다. 한번은 번스타인이 피아노 공연을 듣고 곧 마음이 사로잡혀서 곧장 어린 나이에 피아노를 배우기 시작한 기간에 레너드 번스타인은 보스턴 라틴 스쿨에 다녔다.

### 대학
보스턴 라틴 스쿨에서 졸업한 레너드 번스타인은 하버드 대학교에 입학하여 월터 피스턴에게 음악을 배우고 필라델피아 커티스 음악원에 입학하여 프리츠 라이너에게 지휘하는 방법을 배웠으며, 커티스에 있는 동안, 레너드 번스타인은 헬렌 코츠(Helen Coates)와 하인리히 게프하르트(Heinrich Gebhard)에게 피아노도 배웠다. 다이나에게 지휘하는 방법을 배웠고 쿠세비츠키에게서도 지휘하는 방법을 사사(師事)하였다.

### 업적
지휘자, 작곡가, 피아니스트, 교육자로서 크게 인정받았고 대중에게는 뉴욕 필하모닉에서 장기간 음악을 감독해서 특히 잘 알려진 레너드 번스타인은 세계에서 유수한 여러 오케스트라를 객원 지휘했고 현대의 위기를 표현한 교향곡이나 영화 음악을 작곡한 사람으로서도 명성이 드높다. 특히 영화 《웨스트 사이드 스토리》의 영화에 삽입된 음악을 작곡한 사람으로서 특히 주지(周知)한 번스타인은 교향곡 3개, 오페라 2개, 뮤지컬 음악 5개 등 다수의 작품을 썼다. 번스타인의 정치 성향은 확고한 좌파였지만, 다른 동시대인과 달리 번스타인은 매카시즘 광풍이 몰아치던 1950년대에 블랙리스트에 오르지는 않았다. 1960년대 말이나 1970년대 초반에, 번스타인은 흑표당을 돕고자 자선공연도 했고 베트남 전쟁을 공개로 반대했다.
로진스키에게 인정받아 뉴욕 필하모니의 부지휘자가 되고 1943년 11월에, 아픈 브루노 발터의 대역으로 뉴욕 필을 지휘해 지휘자로 데뷔했으며, 즉시 성공했다. 1949년에 번스타인은 올리비에 메시앙이 작곡한 튀랑갈릴라 교향곡을 세계에서 초연했다. 1957년에 번스타인은 텔아비브에서 맨 음악회관(Mann Audiotorium)의 개관 공연을 했으며, 녹음도 더러 하였다. 1960년대에 번스타인은 미국에서 공영 텔레비전을 위한 《청소년을 위한 연주회》 시리즈로 유명한 인사가 되었다.
번스타인의 작곡은 유대교 전례 음악(특히 번스타인이 지은 교향곡 제1번과 제3번, 치체스터 시편), 구스타프 말러, 조지 거슈윈, 그리고 친구 에런 코플랜드에게서 크게 영향받았다.
1989년의 크리스마스(12월 25일)에 번스타인은 베토벤의 교향곡 9번을 베를린 장벽 붕괴 기념식 일부로서 연주했다. 공연은 20개국 이상, 청중 약 100만 명에게 생방송으로 중계되었다. 그때, 레너드 번스타인은 프리드리히 실러의 〈환희의 송가〉 가사를 바꿔서, 단어 '환희(Freude)'를 '자유(Freiheit)'로 바꾸어 사용했다. 번스타인은 "나는 베토벤이 우리에게 그 사람의 축복을 내렸으리고 확신한다"고 말했다.
번스타인은 많은 음악가 사이에서 크게 인정받는 지휘자였고 특히 빈 필하모닉 오케스트라와 이스라엘 필하모닉 오케스트라에서 정기로 객원으로서 지휘하면서 그 사람들 사이에서도 인정받았다. 그러나 몇몇 사람은 번스타인이 지휘하는 양식이 신파조인 데다가 짜증 나게 하고 주의가 산만하다고 생각했다. 번스타인은 지휘하면서 춤추고 발작하듯이 기뻐하곤 했다.
레너드 번스타인의 개인사는 지휘자로서 영광, 작곡가로서 생산성, 열정 넘치는 정치활동으로 말미암은 비판 사이에서 고통으로 특징지을 수 있으며, 레너드 번스타인은 가족을 향한 헌신과 양성애 성향 간에서 충돌을 느꼈다고도 전하지만, 《웨스트 사이드 스토리》에서 번스타인과 협업했던 아서 로렌츠는 찰스 카이저(Charles Kaiser)가 쓴 《게이 메트로폴리스》(The Gay Metropolis)에서 번스타인을 두고 단지 “혼인한 게이였다. 레너드 번스타인은 전혀 충돌을 느끼지 않았다. 레너드 번스타인은 단지 게이였다”고 증언했다. 다른 친구 셸리 로즈 펄(Shelly Rhoades Perle)은 번스타인의 전기(傳記)를 쓴 사람인 메릴 시크레스트(Meryl Secrest)에게 자신은 “레너드 번스타인은 성적으로는 남성을, 감성적으로는 여성을 원했었다”고 생각한다고 말했다.
만년(晩年)에 우울증으로 고생하기도 한 레너드 번스타인은 칠레 출신 배우 펠리시아 몬테알레그레(Felicia Montealegre)와 1951년에 혼인하여 슬하에 1남 2녀를 두었다. 펠리시아는 번스타인의 세 번째 교향곡 《Kaddish》의 1960년대 뉴욕 필 연주에 화자(이스라엘 출신의 전설 같은 한나 로비나(Hanna Robina)가 공연했던 역할)로 참여했다. 번스타인의 여러 동성애 관계와 난잡한 성생활이 알려지자 펠리시아는 그와 1976년에 별거했다. 이후 번스타인은 5년 전부터 파트너였던 작가 겸 음악 감독 톰 코스런(Tom Cothran)과 동거하였다가, 1977년 펠리시아가 폐암을 진단받자 그녀에게 돌아와 간병을 시작했고, 1978년 6월 임종 때까지 자리를 지켰다. 한편 톰 코스런은 1981년에 에이즈로 죽었다.
리처드 닉슨 대통령을 암살하려 시도했던 정신병자 새뮤얼 빅(Samuel Byck)은 자신의 계획의 세부를, 한 사람으로서도 지휘자로서도 존경했던 번스타인에게 보냈었다고 한다.
번스타인은 1990년 8월 19일 텡글우드에서 벤저민 브리튼의 <Four Sea Interludes> 와 베토벤의 교향곡 제7번을 보스턴 심포니 오케스트라와 함께 지휘하였고, 같은 해 10월 14일 하루에 5갑, 100개피의 담배를 피우던 그는 폐렴으로 죽었다. 유해는 뉴욕 브루클린의 그린우드 공동묘지에 묻혀 있다.

## 주요 작품

### 오페라
- 타히티의 소동 (1952)
- 조용한 장소 (1983)

### 오페레타
- 캔디드 (1956. 1973 대본 개정, 1989 전체 개정)

### 발레
- 팬시 프리 (1944)
- 관현악을 위한 무용 에세이 '팩시밀리' (1946)
- 디부크 (1974)

### 뮤지컬
- 온 더 타운 (1944)
- 원더풀 타운 (1953)
- 웨스트 사이드 스토리 (1957)
- 펜실베이니아 애비뉴 1600번지 (1976)

### 교향곡
- 교향곡 1번 마단조 '예레미아' (1942)
- 피아노와 관현악을 위한 교향곡 2번 '불안의 시대' (1949. 1965 개정)
- 교향곡 3번 '카디시' (1963. 1977 개정)

### 관현악곡
- 교향 모음곡 '부둣가' (1955)
- 교향 춤곡 '웨스트 사이드 스토리' (1961. 시드 래민, 어윈 코스털과 공동 작곡)
- 발레 모음곡 '디부크' 1~2번 (1975)
- 정치 서곡 '슬라바!' (1977)
- 디베르티멘토 (1980)
- 음악 토스트(1980)
- 관현악을 위한 협주곡 (원제 '주빌리 게임즈'. 1986. 1989 개정)
- 캔디드 서곡(1956)

### 협주곡
- 전주곡, 푸가와 리프(클라리넷, 재즈 앙상블) (1949)
- 세레나데(독주 바이올린, 현악 합주, 하프, 타악기) (1954)
- 할릴(독주 플루트, 피콜로, 알토플루트, 현악 합주, 하프, 타악기)(1981)

### 실내악곡
- 피아노 3중주 (1937)
- 바이올린 소나타 (1939)
- 클라리넷 소나타 (1942)
- 금관 5중주를 위한 춤 모음곡 (1988)

### 피아노곡
- 두 대의 피아노를 위한 음악 (1937)
- 피아노 소나타 (1938)
- 7개의 애니버서리 (1944)
- 4개의 애니버서리 (1948)
- 5개의 애니버서리 (1952)
- 터치(1981)
- 13개의 애니버서리 (1988)

### 가곡
- 시편 148 (1935)
- 난 음악이 싫어요 (1943)
- 맛있는 요리 (1948)
- 2개의 사랑 노래 (1949)
- 새로운 친구들(1979)

### 합창
- 보이소프라노 (또는 카운터테너) 독창, 혼성 합창과 관현악을 위한 '치체스터 시편' (1965)
- 혼성합창을 위한 웜 업 라운드 (1970)
- 미사 (1971)
- 카운터테너 독창과 혼성 합창, 타악기를 위한 '미사 브레비스' (1988)
- 메조소프라노와 바리톤 독창, 피아노 연탄을 위한 '아리아와 뱃노래' (1988)

### 서적
번스타인이 직접 쓴 책:
- Findings. Originally published by New York: Simon and Schuster, 1982. New edition, New York: Anchor Books, 1993 has ISBN 0-385-42437-X.
- The Infinite Variety of Music. Originally published by Simon and Schuster, 1966. New York: Anchor Books, 1993. ISBN 0-385-42438-8.
- The Joy of Music, originally c 1959. Pompton Plains, New Jersey: Amadeus Press edition, c 2004, ISBN 1-57467-104-9.
- The Unanswered Question. Cambridge, Mass: 하버드 대학교 Press, 1976. ISBN 0-674-92000-7.

번스타인에 대한, 또는 번스타인을 다루는 책:
- Gottlieb, Jack, editor. Leonard Bernstein's Young People's Concerts. Printed by New York: Anchor Books in 1962, reissued by them in a revised edition in 1992 with ISBN 0-385-42435-3.
- Burton, Humphrey. Leonard Bernstein. Doubleday. 1994. Hardcover: ISBN 0-385-42345-4, Softcover: ISBN 0-385-42352-7. (Excellent and comprehensive biography of Bernstein)

## 연관있는 작곡가
- 에런 코플랜드
- 조지 거슈윈
- 찰스 아이브스
- 드미트리 미트로풀로스 : 그리스쪽 혈통의, 지휘자로 잘 알려진 인물.
- 구스타프 말러 : 도이치 그라모폰에서 발매된 번스타인의 말러 교향곡 전집은 고가로도 유명하지만, 말러 교향곡의 정수를 느낄 수 있는, 최고의 녹음으로 꼽힌다.